# Rogê da Fonseca
Rogério da Fonseca, znany także jako Rogê Ferro (ur. 22 kwietnia 1971 w Petrópolisie) – brazylijski model, aktor, producent i reżyser filmów pornograficznych.

## Życiorys

### Wczesne lata
Urodził się i dorastał w Petrópolisie w stanie Rio de Janeiro, w południowo-wschodniej Brazylii. Wychowywał się z siostrą. Jego brat w wieku 16 lat zmarł z powodu przedawkowania narkotyków. Uczęszczał do państwowej szkoły średniej im. Piotra II (Colégio Estadual Dom Pedro II). W wieku 18 lat służył w wojsku w Petrópolisie. Początkowo pracował jako dostawca towaru do Paragwaju, wykidajło w klubie nocnym, barman i sprzedawca w sklepach z odzieżą.

### Kariera
Swoją pracę w brazylijskim przemyśle pornograficznym rozpoczął w 1998 w scenie z Déborą Rios, zachęcony przez znajomego aktora branży porno Fábio Scorpiona na imprezie w Rio de Janeiro w Copa Cabana. Kiedy został zaproszony do kręcenia pierwszej sceny, zaproponowali jemu tys. realów brazylijskich, co w tym czasie było ekwiwalentem całej pensji, którą zarobił w ciągu miesiąca jako sprzedawca. Na początku swojej kariery miał poparcie matki i braci, ale jego ojciec myślał, że dorabiał jako męska prostytutka. W 2000 jego kolega z branży Fábio Scorpion zapoznał go z amerykańskim reżyserem Johnem 'Buttmanem' Stagliano, który zaprosił go na przesłuchanie do filmu. Pojawił się na miejscu brazylijskiego aktora Christiana Wave’a, który opuścił plan filmowy. 
Pracował w studiach filmowych takich jak: Brasileirinhas, Playsexx, Buttman, Evil Angel, Third World Media, Temptation Entertainment, Silverstone, Northstar Associates, Code X, Reality Kings oraz Adam & Eve. Wystąpił filmie Brasileirinhas opartym na sztuce Williama Szekspira Sen nocy letniej – Puck: O Duende Perverso (2003).
Wystąpił w programach Rede Globo: A Liga (2011), Criança Esperança 2012 (2012) i Amor & Sexo (2013). Brał też udział w sesji zdjęciowych Moizésa Pazionotto dla „H Magazine”. 
W 2014 zrealizowano jego biografię Hardcore Passando por Cima w reż. Dimasa Oliveiry jako brazylijski film fabularny Rogê, ogniem i mieczem (Rogê, a ferro e fogo) z udziałem Igora Cotrima w roli tytułowej. Do roli kandydowali także Carlos Machado i Malvino Salvador.
Wspólnie z bratem Marcelo w Petrópolis założył działalność gospodarczą, by wyprodukować film dokumentalny o swoim przyjacielu Fábio Scorpionie.
W październiku 2016 w galerii sztuki Mendes Wood DM w São Paulo otwarto wystawę “Prediction” autorstwa Cibelle Cavalli Bastos i Raúla de Nievesa, na której był gipsowy odlew ciała Rogê da Fonsecy. W 2019 miał wystąpić w jedenastej edycji reality show RecordTV A Fazenda.

## Życie prywatne
Był związany z Márcią Imperator. Jego ulubiona książka to O Mestre da Vida (Mistrz życia, 2001) autorstwa Augusto Cury.

## Nagrody i nominacje
| Rok  | Nagroda             | Kategoria                                      | Film                                                                                         | Inni wykonawcy | Rezultat  |
| ---- | ------------------- | ---------------------------------------------- | -------------------------------------------------------------------------------------------- | --- | --------- |
| 2009 | Erótika Video Award | Najlepsza scena seksu oralnego                 | Sexxxy Girl (2008), reż. Paul Snake                                                          | Julia Paes | Nominacja |
| 2009 | Erótika Video Award | Najlepsza scena seksu                          | Foda de Elite (2008), reż. Paul Snake                                                        | Mônica Mattos i Patricia Kimberly | Nominacja |
| 2009 | Erótika Video Award | Najlepsza scena seksu                          | Vivi Ronaldinha: Hardcore (2009), reż. Paul Snake                                            | Vivi Ronaldinha | Wygrana   |
| 2009 | Erótika Video Award | Najlepsza scena seksu analnego                 | Tomando no Cu 2 (2008), reż. M. Max                                                          | Mayara Rodrigues | Nominacja |
| 2009 | Erótika Video Award | Najlepsza scena seksu analnego                 | Frota, Ação e Aventura (Frota Mônica & Cia., 2007), reż. Jose Gaspar (w napisach: J. Gaspar) | Jessica Taylor | Nominacja |
| 2009 | Erótika Video Award | Najlepszy aktor                                | –                                                                                            | – | Wygrana   |
| 2010 | Erótika Video Award | Najlepsza scena seksu analnego                 | Big Wet Brazilian Asses 6 (2009), reż. Gil Bendazon                                          | Mônica Santhiago | Nominacja |
| 2010 | Erótika Video Award | Najlepszy aktor                                | –                                                                                            | – | Nominacja |
| 2010 | Erótika Video Award | Najlepszy film karnawałowy                     | Carnaval 2009 (2009), reż. M. Max                                                            | Anne Castro, Ana Bella, Babalu, Bella, Bianca Lopes, Cinthia Santos, Daniela Matarazzo, Fabiane Thompson, Joyce, Laysa Lins, Mayara Rodrigues, Melissa Pitanga, Milena Santos, Nikki Rio, Rita Cadillac, Sabrina Ferrari, Sarah Lopez, Suzana Gaucha, Binho, Caio, Carlos Bazuca, Dhones Portella, Edu Costa, Kid Jamaica, Loupan, Marcelo Ricka, Paulo Massa, Pit Garcia i Ygor | Nominacja |
| 2010 | Erótika Video Award | Najlepsza szalupa roku                         | Cadilac Sexxxy (2009), reż. Paul Snake                                                       | – | Nominacja |
| 2014 | AVN Awards          | Najlepsza scena seksu w zagranicznej produkcji | Przygody w Edenie (Adventures in Eden, 2013), reż. Eric Avalon                               | Allie Haze, Fabiane Thompson, Krissy Lynn, Michael Vegas, Pit Garcia, Suzana Rhios i Tyler Nixon | Nominacja |